# 杜德爾敦 (紐約州)
杜德爾敦（英語：Doodletown）是位於美國紐約州羅克蘭縣的非建制地區。

## 地理
杜德爾敦所處的海拔為高於海平面150米（即492英呎），而該地所採用的時區為UTC-5，即北美东部时区（EST）。同時該地設有夏令時間，為UTC-5調快一小時，即UTC-4（EDT）。